# Tuffi ai campionati mondiali di nuoto 1991 - Trampolino 1 metro femminile
La gara si è svolta in 2 fasi: una preliminare, con le dodici migliori che accedevano alla finale.

## Finale
| Pos | Atlete                   | Punteggio |
| --- | ------------------------ | --------- |
|     | Gao Min (CHN)            | 478.26    |
|     | Wendy Lucero (USA)       | 467.82    |
|     | Heidemarie Bártová (TCH) | 449.76    |
| 4.  | Irina Laško (URS)        | 446.82    |
| 5.  | Mary DePiero (CAN)       | 421.89    |
| 6.  | Jodie Rogers (AUS)       | 421.38    |
| 7.  | Yu Xiaoling (CHN)        | 418.23    |
| 8.  | Julie Ovenhouse (USA)    | 415.74    |
| 9.  | Dörte Lindner (GER)      | 412.59    |
| 10. | Yuki Motobuchi (JPN)     | 407.37    |
| 11. | Daphne Jongejans (NED)   | 402.78    |
| 12. | Barbara Bush (CAN)       | 393.87    |

## Eliminate nella prima fase
| Pos | Atleta                    | Punteggio |
| --- | ------------------------- | --------- |
| 13. | Luisella Bisello (ITA)    | 389.58    |
| 14. | Tracy Cox (ZIM)           | 385.17    |
| 15. | Kerstin Häffner (GER)     | 380.61    |
| 16. | Jessica Ayala (MEX)       | 372.15    |
| 17. | Catherine Aviolat (SUI)   | 371.07    |
| 18. | María Alcalá (MEX)        | 365.25    |
| 19. | Julia Cruz (ESP)          | 347.94    |
| 20. | Ann-Sofie Rylander (SWE)  | 342.87    |
| 21. | Yvonne Kostenberger (SUI) | 331.95    |
| 22. | Maria Martins (BRA)       | 322.60    |
| 23. | Nani Suryani (INA)        | 240.90    |
| 24. | Karla Goltman (ARG)       | 230.30    |